# 普拉西多·多明哥

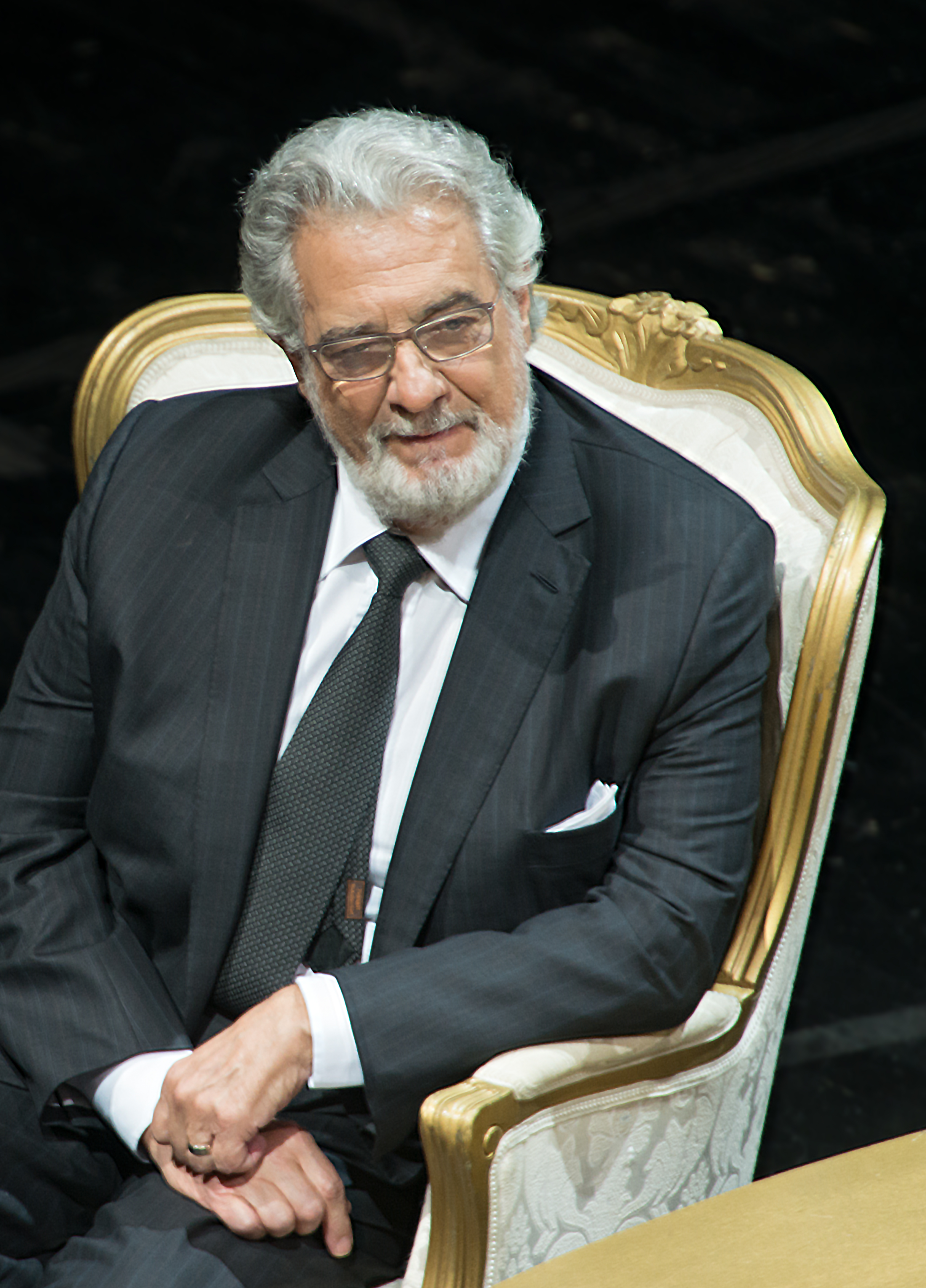
2014年時的多明哥

何塞·普拉西多·多明哥·恩比爾（西班牙語：José Plácido Domingo Embil，1941年1月21日—），西班牙歌唱家，20世紀後半葉的世界三大男高音之一，以響亮、清晰和強而有力的嗓音聞名於世。除了演唱以外，多明哥還接觸指揮和歌劇院管理工作，1996年至2011年担任美國華盛頓國家歌劇院總監。2019年8月《美聯社》報導指出他遭9位女性指控性騷擾，試圖透過安排工作逼迫她們跟他發生性關係，若遭拒絕，多明哥會以職務之便報復，雖然多明哥發表聲明指這些內容「並不準確」，但洛杉磯歌劇院和其他2家主要劇院均取消他接下來的演出，同時多明戈辭去洛杉矶歌剧院總監職務。2020年3月，受到2019冠狀病毒病墨西哥疫情波及，多明哥於該國特基拉參加胡安·多明哥·貝克曼的派對時，兩人雙雙確診。他入住阿卡普高的醫院接受治療，身體狀況穩定。同年8月，他向媒体表示自己已康复。

## 簡歷
多明哥出生於西班牙馬德里，8歲那年隨家族所經營的查瑞拉歌劇團移居墨西哥。多明哥其後入讀墨西哥國立音樂學院，並在1958年，曾為凱撒·柯斯達領隊的搖滾組合，黑色牛仔褲（Los Black Jeans）提供伴唱。雖然多明哥主修鋼琴和指揮，但他卻在1959年5月12日在瓜达拉哈拉的迪哥拉多大劇院首次登台，出演查瑞拉歌劇《瑪莉娜》的配角帕斯奎爾。其後多明哥出演過威爾第《弄臣》中的巴爾沙，和浦朗克《圣衣会修女对话录》中的告解神父。多明哥首次出演主角是在蒙特瑞出演《茶花女》的男主角。自1962年起的兩年半，多明哥在特拉維夫的以色列國立歌劇院哈比马剧院，在280場演出中出演了12角色。
1985年9月19日的墨西哥城大地震中，多明哥家族的多位親人不幸罹難。多明哥當時也親身投入救災工作，並在次年舉辦了慈善演唱會和發行紀念專輯。
2007年1月25日，多明哥宣佈自己「歌唱生涯中的最後變動」，將會在2009年轉換行當，改唱男中音，並將出演威爾第作品中最高難度的男中音角色——《西蒙·波卡涅拉》中的主角，熱那亞總督西蒙·波卡涅拉。 
2020年3月22日，多明哥称自己因发烧和咳嗽前往医院，SARS-CoV-2病毒核酸检测阳性。

### 首演概況和曾出演角色
1966年，多明哥首次在美國登台，在紐約城市歌劇院登台。次年，首次亮相於維也納國立歌劇院。1968年9月28日，在紐約大都會歌劇院首次擔綱與雷纳塔·泰巴尔迪做對手戲。同年也在芝加哥歌劇院，1969年在斯卡拉大劇院和三藩市歌劇院，1971年在倫敦皇家歌劇院首次登台。自此至今，他仍活躍於全球各大歌劇院和各大音樂節。
多明哥被譽為在世的男高音中，可塑性最高的歌唱家。至今他曾在各劇場出演過92個不同角色，連同錄過音的角色，他就出演過古至莫札特，到近期譚盾所譜曲的共123個角色。而他演唱過角色，涵括意大利語（《奧泰羅》、《唐·卡洛》、《游唱诗人》、《圖蘭多》等）、法語（《浮士德》、《維特》、《卡門》等）、德語（《罗恩格林》、《女武神》、《齊格弗里德》、《帕西法尔》等）、俄語（《葉甫蓋尼·奧涅金》、《黑桃皇后》）和英語（《秦始皇》）。時至今日，多明哥依然有嘗試更多新角色，如2006年12月21日，多明哥就為譚盾歌劇《秦始皇》在大都會歌劇院的全球首演，擔綱主唱，飾演秦始皇。

### 三大男高音
令多明戈在古典音樂界以外名成利就的是和帕瓦罗蒂、卡雷拉斯二人主唱出演的三大男高音演唱會系列。這系列的演唱會首先在1990年世界杯賽期間在羅馬舉行，初衷是為卡雷拉斯國際血癌基金會籌款。但由於演唱會獲得空前成功，因此此後再舉行了三次，分別在1994年世界杯期間的洛杉磯、1998年世界杯期間的巴黎和2002年世界杯的橫濱。而在2006年世界杯期間的柏林，多明哥和另外一對當紅的歌劇界的「夢幻情侶」——安娜·奈瑞贝科和羅蘭度·維拉臣共同主唱了一場歌劇音樂會，非常成功。

### 影視演出
多明哥曾主演多部歌劇電影，包括：
- （讓-皮耶爾·蓬內爾（英语：Jean-Pierre Ponnelle））執導《蝴蝶夫人》
- （弗朗切斯科·羅西（英语：Francesco Rosi））執導的《卡門》
- （吉安弗蘭科·德·波西奧（義大利語：Gianfranco De Bosio））執導的《托斯卡》
- 弗蘭克·澤菲雷利（Franco Zeffirelli）執導的
  - 《奧泰羅》
  - 《鄉村騎士》
  - 《丑角》
  - 《茶花女》

其中《卡門》和《茶花女》的電影版更獲得了格萊美獎的相關獎項。而另外多明哥也留下不少歌劇院現場表演的錄像，包括1978年匈牙利女高音希爾薇婭·薩斯在斯卡拉大劇院首次登台，與多明哥共同主演的《玛儂·雷斯考特》。
多明哥也常常現身大都會歌劇院電視歌劇直播和西班牙語地方查瑞拉小歌劇之夜的節目中裡。
在2006年3月，他還和弗雷德里卡·馮·斯塔迪攜手聯同新奧爾良歌劇院舉行慈善演唱會，為當地風災後重建作籌款。

### 錄音
多明哥錄製了超過100多張專輯，多數是歌劇的全劇版本，而且不少是翻錄同一歌劇。而最受推崇的一般錄音是一套紙盒收藏家版的朱塞佩·威尔第詠嘆調集，當中包含有很多著名詠嘆調的罕見版本，往往是威爾第當年為某場演出的歌手量身訂造的版本。
2005年8月，EMI發行了多明哥的歌劇錄音篷錄音——華格納的《特里斯坦与伊索尔德》。當年8月8日，《經濟學人》發表了一份題為「完美的聲樂表現（Vocal perfections）」樂評，認為這個錄音有如「豐碑」一般，更說道：「（多明哥的）音樂抒情性和性感熱情令巨大的製作成本和努力皆為值得。」對於此前7月多明哥在倫敦皇家歌劇院出演的《女武神》，《經濟學人》用了「難以忘懷」和「光輝的」等字眼來讚美其演出。該評論也指出，多明哥仍在出演不同從未嘗試過的新角色。
2006年，多明哥還是在繼續發行新專輯，包括普契尼的《艾德嘉》和阿爾班尼士的《佩皮塔·希門尼斯》的全劇，還有一張義大利和那不勒斯民歌的選集，全部由德意志留聲機公司發行。

## 榮譽

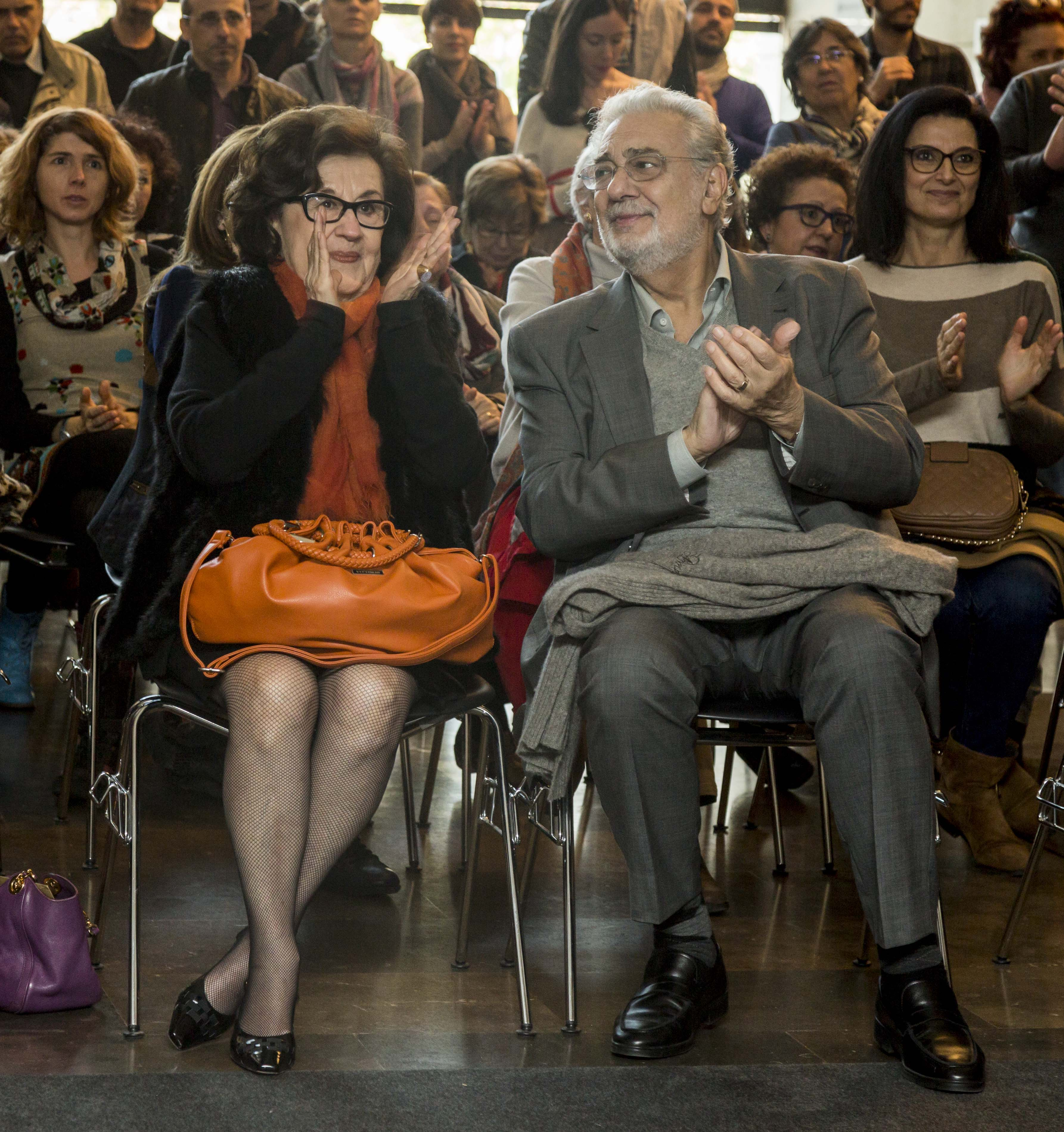
普拉西多·多明哥和他的老婆在巴伦西亚现代艺术学院，2015年

- 甘迺迪表演藝術中心荣誉（2000年）
- 美國總統自由勳章（2002年）
- 阿斯圖里亞斯親王獎章（1991年）
- 歌手協會艾拉獎（2002年）
- 不列顛帝國爵级司令勋章（2002年）
- 法國榮譽軍團勳章司令勳位（2002年）
- 好萊塢星光大道之星（1993年）
- 兩項英國經典音樂獎（2006年）
- 榮譽博士學位
  - 皇家北方音樂學院（1982年）
  - 費城演藝學院（1982年）
  - 奧克拉荷馬城大學（1984年）
  - 馬德里綜合大學（1989年）
  - 紐約大學（1990年）
  - 喬治城大學（1992年）
  - 徹斯特城華盛頓學院（2000年）
  - 墨西哥阿納瓦克大學（2001年）
  - 華沙蕭邦音樂學院（2003年）
  - 牛津大學（2003年）

## 其他軼事
- 多明哥曾在《情陷紅磨坊》為劇院中帶歌劇唱腔的月亮配音。
- 在芝麻街節目中的男高音玩偶普拉西多·弗蘭明哥的名字是仿照他的名字而得名的。
- 2002年11月多明哥來台演出，更是邀請台語天后江蕙合唱台灣名曲《雨夜花》
- 多明哥是西班牙足球俱乐部皇家马德里的铁杆粉丝，曾为皇家马德里俱乐部演唱过队歌和助威歌曲，还曾多次造访过皇马俱乐部的伯纳乌球场。
- 多明戈被指性騷擾多名女性。2020年2月25日，多明戈宣布承担所有性騷擾责任，并对这些女性道歉。[7]

## 外部連結
- 官方網站 （页面存档备份，存于）
- 多明哥歌唱大賽
- 德意志留聲機公司錄音一覽表 （页面存档备份，存于）
- 甘迺迪表演藝術中心榮譽資料頁